# The Nugget - Tre uomini e una pepita
The Nugget - Tre uomini e una pepita (The Nugget) è un film del 2002 diretto da Bill Bennett.
Commedia australiana che racconta le gesta di tre amici con il sogno di diventare ricchi che un giorno trovano la pepita più grande del mondo.

## Produzione
Eric Bana era la prima scelta per l'interpretazione di Xander Cage in XXX, ma dovette rifiutare perché già impegnato nelle riprese di questo film.